# Yves de Saint-Front
Yves de Saint-Front est un artiste peintre et vitrailliste français né le 23 mars 1928 à Paris et décédé le 15 octobre 2011 à Pleudihen-sur-Rance. Il est le fils du peintre de marine et navigateur solitaire normand Durand de Saint-Front, alias Marin-Marie.

## Principales réalisations
Il reçoit l'enseignement du cubiste figuratif Jean Souverbie à l'école nationale supérieure de Paris dès 1949 et se lie d'amitié avec le peintre Romain Souverbie qui lui propose de rencontrer Picasso à Vallauris.
Habitant longtemps Tahiti, il y a notamment réalisé une importante série de tableaux ainsi que les vitraux de la façade Ouest de la cathédrale Notre-Dame de Papeete et  le chemin de croix de cette même cathédrale sous la forme d’une bande horizontale narrative.
Il a également exécuté de nombreuses toiles de l'ile de Chausey où il avait sa demeure familiale.
Paul Guimard disait de lui : « Le clair regard qu'il pose sur les êtres et les choses est dépourvu de calcul mais pas d'exigence. On chercherait en vain, dans son œuvre, une trace de bluff, un soupçon de truquage. Dans ses toiles dont le vigoureux équilibre est, en ce temps, le comble de l'audace, c'est une vision intérieure lentement élaborée qui se déchiffre, une personnalité très forte qui se manifeste sans fracas, mais sans complaisance ».

## Œuvres
Recueils de peintures
- Catalogue thématique rassemblant 4000 œuvres de Yves de Saint-Front sur le site : ysaintfront.com
- Peintures de Polynésie, introduction de Gilles Artur, avant-propos de Dominique Maury (Éd. Avant et Après, Papeete, 2002)
- Chausey Imago Mundi, Textes d'Alain Hervé (Editions Octavo, 1996)

Hommages à père  Marin Marie
- Marin-Marie, carnet de dessins (Éditions Octavo, 1993)
- Les mémoires en couleurs du marin qui aimait la mer, biographie par Marc Lefas. Propos recueillis par Sophie et Jean-Michel Thévenin (Editions Gallimard, 1990).